# Kirk Thornton
Kirk Thornton es un actor de doblaje, director y guionista estadounidense que trabaja principalmente con versiones en inglés de programas de anime japoneses. Sus papeles principales incluyen Brandon Heat en Gungrave, Hotohori en Fushigi Yūgi, Jin en Samurai Champloo, Hajime Saito en Rurouni Kenshin, Jet Link en Cyborg 009, Don Patch en Bobobo-bo Bo-bobo, Alférez Nogami en The Cockpit y numerosos Digimon. Además, Thornton codirigió la popular serie de anime Bleach junto a Wendee Lee y también se desempeña como narradora. En los videojuegos, da voz a Saïx, miembro de la Organización XIII de Número VII en la serie Kingdom Hearts y a Shadow the Hedgehog y Orbot en la serie Sonic the Hedgehog.

## Filmografía

### Anime
| Año                | Título                                          | Personaje                                           | Papel en el equipo       | Notas                                                 | Fuente               |
| ------------------ | ----------------------------------------------- | --------------------------------------------------- | ------------------------ | ----------------------------------------------------- | -------------------- |
| 1991               | Zillion: Burning Night                          | Big Odama                                           |                          |                                                       |                      |
| 1992               | Fight! Iczer-One                                | Teacher                                             |                          | As Sparky Thornton                                    |                      |
| 1993               | Doomed Megalopolis                              | Doctor                                              |                          |                                                       |                      |
| 1993               | The Cockpit                                     | Ensign Nogami                                       |                          |                                                       |                      |
| 1995}              | Crimson Wolf                                    | Professor Shagdol                                   |                          |                                                       |                      |
| 1997               | Street Fighter II V                             | Guile                                               |                          |                                                       | [ 3 ]                |
| 1997               | Super Pig                                       | Milton Massen                                       |                          |                                                       | [ 3 ]                |
| 1997               | Black Jack                                      | Black Jack                                          |                          |                                                       |                      |
| 1998               | Mobile Suit Gundam 0083: Stardust Memory        | Anavel Gato                                         |                          | As Sparky Thornton                                    | [ 3 ]                |
| 1998               | Fushigi Yūgi                                    | Hotohori                                            |                          | As Sparky Thornton                                    |                      |
| 1999–2001          | Digimon series                                  | Gabumon, Mummymon, others                           |                          |                                                       |                      |
| 1999               | Perfect Blue                                    | Yamashiro                                           |                          | As Sparky Thornton, grouped under Voice Cast          | [ 4 ]                |
| 1999               | Cowboy Bebop                                    | Steve                                               |                          |                                                       |                      |
| 2001               | Rurouni Kenshin                                 | Hajime Saito                                        |                          | As Sparky Thornton                                    |                      |
| 2001               | Transformers: Robots in Disguise                | Dr. Onishi                                          |                          |                                                       |                      |
| 2002               | Love Hina                                       | Seta Noriyasu                                       |                          | As Ronald Allen                                       | [ 5 ]                |
| 2002               | Digimon Frontier                                | Tsunomon, Gabumon, Karatenmon                       |                          |                                                       | [ 6 ]                |
| 2002}              | Gundress                                        |                                                     | ADR director             |                                                       |                      |
| 2002               | Cosmo Warrior Zero                              |                                                     | ADR director             |                                                       |                      |
| 2003               | s-CRY-ed                                        |                                                     | ADR director             |                                                       |                      |
| 2003               | Heat Guy J                                      | Ken Edmundo                                         |                          |                                                       |                      |
| 2003               | Duel Masters                                    | Black Knight                                        |                          |                                                       |                      |
| 2004               | Wolf's Rain                                     | Leara's father                                      |                          |                                                       |                      |
| 2004               | Gad Guard                                       |                                                     | ADR director             |                                                       |                      |
| 2004               | Gungrave                                        | Brandon Heat / Beyond the Grave                     |                          | As Ron Allen                                          |                      |
| 2004               | Tsukihime                                       |                                                     | ADR director             |                                                       |                      |
| 2004               | Mobile Suit Gundam F91                          | Sam Ehrug                                           |                          |                                                       |                      |
| 2004               | Sky Blue                                        | Cade                                                |                          |                                                       | [ 3 ]                |
| 2005               | Otogi Zoshi                                     |                                                     | ADR director             |                                                       |                      |
| 2005               | Samurai Champloo                                | Jin                                                 |                          | Grouped under English Voice Cast                      |                      |
| 2005               | Planetes                                        | Hachirota                                           |                          |                                                       |                      |
| 2005               | Naruto                                          | Kisame Hoshigaki, Tazuna, others                    | ADR director (episodic)  |                                                       |                      |
| 2005               | Mars Daybreak                                   |                                                     | ADR director             |                                                       |                      |
| 2005               | IGPX                                            | Mark                                                |                          | TV series                                             |                      |
| 2005               | Ghost in the Shell: Stand Alone Complex 2nd GIG | Kuze                                                |                          |                                                       |                      |
| 2006               | Eureka Seven                                    | Matthieu                                            |                          |                                                       | [ 3 ]                |
| 2006               | Kannazuki no Miko                               | Kazuki Ōgami                                        | Voice Director           | [ 7 ]                                                 |                      |
| 2006               | Bleach                                          | Narrator, others                                    | ADR director, ADR script |                                                       | [ 8 ]                |
| 2006               | Bobobo-bo Bo-bobo                               | Don Patch                                           |                          |                                                       |                      |
| 2006               | Fate/stay night                                 | Kiritsugu Emiya                                     |                          |                                                       | [ 9 ]                |
| 2007               | Digimon Data Squad                              | Homer Yushima                                       |                          |                                                       | [ 6 ]                |
| 2007               | Afro Samurai                                    | Various                                             |                          |                                                       |                      |
| 2008               | Blue Dragon                                     | Minotaur                                            | ADR director (episodic)  |                                                       |                      |
| 2008               | Code Geass                                      | Kaname Ohgi                                         |                          |                                                       |                      |
| 2008               | Strait Jacket                                   | George Thomson                                      |                          |                                                       | [ 10 ]               |
| 2009               | Monster                                         | The Baby, others                                    |                          |                                                       |                      |
| 2009               | Naruto: Shippuden                               | Kisame Hoshigaki, others                            |                          |                                                       |                      |
| 2009               | Stitch!                                         | Hämsterviel, Suzuki, others                         |                          |                                                       | [ 11 ]               |
| 2012               | Persona 4: The Animation                        | Kinshiro Morooka                                    |                          |                                                       | [ 3 ]                |
| 2012 Blue Exorcist | Shiro Fujimoto, Satan                           |                                                     |                          | [ 12 ]                                                |                      |
| 2013               | B-Daman Crossfire                               | Goichiro Tsukinowa / Grizz Sukino                   |                          |                                                       | [ 3 ]                |
| 2013–              | Sword Art Online                                | Klein/Ryōtarō Tsuboi                                |                          | 3 TV seasons and a movie                              | [ 13 ]               |
| 2013–15            | Digimon Fusion                                  | Tactimon, AxeKnightmon, Leviamon, Kabukimon, others |                          |                                                       | [ 3 ]                |
| 2013–              | The Jungle Bunch                                | Maurice                                             |                          |                                                       | [ 3 ]                |
| 2014               | K                                               | Daikaku Kokujoji                                    |                          |                                                       | [ 14 ]               |
| 2014               | Blood Lad                                       |                                                     | ADR director             |                                                       | [ 15 ]               |
| 2015               | Coppelion                                       | Mitsuo Kawabata                                     |                          |                                                       | [ 16 ]               |
| 2015               | Mobile Suit Gundam: The Origin                  | Ramba Ral                                           |                          |                                                       | [ 17 ]               |
| 2015               | Durarara!!×2                                    |                                                     | ADR director             | Directed the first part called Shō with Patrick Seitz | [ 18 ] [ 19 ] [ 20 ] |
| 2015               | BlazBlue Alter Memory                           | Jubei                                               |                          |                                                       | [ 3 ] [ 21 ]         |
| 2015–16            | Aldnoah.Zero                                    | Saazbaum                                            |                          |                                                       | [ 22 ]               |
| 2015               | One-Punch Man                                   | Snek, Sitch, Fukegao, and Frog-Man                  |                          |                                                       | [ 23 ]               |
| 2016               | March Comes in Like a Lion                      | Kai Shimada                                         |                          |                                                       | [ 24 ]               |
| 2017               | Blue Exorcist: Kyoto Saga                       | Shiro Fujimoto, Ukemochi (ep9)                      |                          |                                                       |                      |
| 2017               | Hunter x Hunter                                 | Dalzollene                                          |                          | 2011 series                                           | [ 25 ]               |
| 2017               | Anohana: The Flower We Saw That Day             | Atsushi Yadomi                                      |                          |                                                       | [ 26 ]               |
| 2018–              | Baki                                            | Yujiro                                              |                          | Netflix ONA                                           | [ 3 ]                |
| 2018               | The Seven Deadly Sins                           | Galand                                              |                          | Netflix dub                                           |                      |
| 2019–              | Demon Slayer: Kimetsu no Yaiba                  | Hand Demon, Tanjuro Kamado                          |                          |                                                       | [ 27 ] [ 28 ]        |
| 2020               | Marvel Future Avengers                          | Arnim Zola, Scragg, Councilman Reiner, Narrator     |                          |                                                       | [ 29 ]               |
| 2020               | Drifting Dragons                                | Ura                                                 |                          | Netflix dub                                           |                      |
| 2020               | Dorohedoro                                      | Narrator                                            |                          | Netflix dub                                           |                      |
| 2020               | Great Pretender                                 | Seiji Ozaki                                         |                          | Netflix dub                                           |                      |
| 2020               | The Idhun Chronicles                            | Ashran                                              |                          | Netflix dub                                           |                      |

### Animación
| Año         | Título                                 | Personaje                                                   | Labor | Notas                                                            | Fuente        |
| ----------- | -------------------------------------- | ----------------------------------------------------------- | ----- | ---------------------------------------------------------------- | ------------- |
| 2007        | Edgar and Ellen                        | Mayor                                                       |       |                                                                  |               |
| 2009        | Huntik: Secrets & Seekers              | DeFoe                                                       |       |                                                                  | [ 30 ]        |
| 2009        | Superman: Red Son                      | Jimmy Olsen, Batman, Hal Jordan/Green Lantern, Pyotr Roslov |       | Web series                                                       | Tuit          |
| 2009        | Spectrobes                             | Commander Grant                                             |       | Web series                                                       |               |
| 2012        | The Avengers: Earth's Mightiest Heroes | Adam Warlock                                                |       | Episode: "Michael Korvac"                                        | [ 3 ]         |
| 2012        | Star Wars: The Clone Wars              | King Sanjay Rash, others                                    |       | Eps. "Front Runner"; "The Soft War"; "Tipping Point"             | [ 31 ] [ 32 ] |
| 2012 – 2014 | Monsuno                                | Beyal                                                       |       |                                                                  |               |
| 2013        | Mad                                    | Matt Hooper, Spock                                          |       | Ep. "Jaws the Great and Powerful/Old Spock's Off Their Spockers" | [ 3 ]         |
| 2014        | Clarence                               | Buckey O'Neil                                               |       |                                                                  | [ 3 ]         |
| 2014 }–17   | Sonic Boom                             | Orbot, Shadow the Hedgehog, others                          |       |                                                                  | [ 33 ] [ 34 ] |
| 2019        | Love, Death & Robots                   | Old Man                                                     |       | Ep. "Fish Night"                                                 |               |
| 2019-       | Pucca: Love Recipe                     | Uncle Dumpling, Bruce                                       |       |                                                                  |               |

### Películas
| Año       | Título                                   | Personaje                                                                                   | Labor | Notas       | Fuente |
| --------- | ---------------------------------------- | ------------------------------------------------------------------------------------------- | ----- | ----------- | ------ |
| 2000      | Digimon: The Movie                       | Gabumon, MetalGarurumon and Omnimon (Shared)                                                |       | English dub | [ 3 ]  |
| 2004      | What the Bleep Do We Know!?              | Voice Over Talent                                                                           |       |             | [ 35 ] |
| 2016–2018 | Digimon Adventure tri.                   | Gabumon, Garurumon, WereGarurumon, MetalGarurumon, Omnimon (shared), Tsunomon               |       | English dub | [ 36 ] |
| 2016      | Kingsglaive: Final Fantasy XV            | Newscaster                                                                                  |       | English dub | [ 3 ]  |
| 2020      | Ni no Kuni                               | Teacher                                                                                     |       | English dub |        |
| 2020      | Digimon Adventure: Last Evolution Kizuna | Gabumon, Garurumon, WereGarurumon, Tsunomon, Omnimon (Shared), Gabumon (Bond of Friendship) |       | English dub | [ 37 ] |

| Año    | Título                                                      | Personaje                                  | Labor | Notas                                   | Fuente      |
| ------ | ----------------------------------------------------------- | ------------------------------------------ | ----- | --------------------------------------- | ----------- |
| 1991   | Fist of the North Star: The Movie                           | Head Banger                                |       | English dub                             |             |
| 1994   | Dirty Pair: Project Eden                                    | Boss                                       |       |                                         |             |
| 1995   | Ninja Scroll                                                | Hanza, Utsutsu                             |       | As Spanky Roberts; English dub          |             |
| 1995   | Street Fighter II: The Animated Movie                       | Guile                                      |       | As Donald Lee; English dub              | [ 3 ]       |
| 1998   | Yu Yu Hakusho: The Movie                                    | Hiei                                       |       | As Sean Thornton; English dub           | [ 3 ]       |
| 1999   | Black Jack: The Movie                                       | Black Jack                                 |       | As Sean Thornton; English dub           |             |
| 1999 } | Perfect Blue                                                | Yamashiro                                  |       | As Sparky Thornton                      |             |
| 2001   | Akira                                                       | Various                                    |       | As Sparky Thornton, Animaze/Pioneer dub |             |
| 2008   | Resident Evil: Degeneration                                 | President                                  |       | English dub                             |             |
| 2009   | Happily N'Ever After 2: Snow White Another Bite @ the Apple | Munk                                       |       |                                         | [ 3 ] [ 8 ] |
| 2013   | Tiger & Bunny the Movie: The Rising                         | Muramasa Kaburagi                          |       | English dub                             | [ 38 ]      |
| 2013   | The Snow Queen                                              | Housemaster                                |       | English dub                             | [ 3 ]       |
| 2014   | The Swan Princess: A Royal Family Tale                      | Jojo                                       |       |                                         | [ 3 ]       |
| 2015   | The Nutcracker Sweet                                        | Drosselmeyer, Commander, Mice              |       | Peruvian film                           | [ 3 ]       |
| 2017   | The Swan Princess: Royally Undercover                       | Antonio, Mechanic                          |       |                                         | [ 3 ]       |
| 2017   | The Jungle Bunch                                            | Maurice                                    |       | English dub                             | [ 3 ]       |
| 2017   | The Son of Bigfoot                                          | Japanese Man #1 (a.k.a. Asian Investor #1) |       | Belgian-French film                     |             |

| Año  | Título                   | Personaje                | Notas | Fuente |
| ---- | ------------------------ | ------------------------ | ----- | ------ |
| 2017 | Resident Evil: Damnation | Ivan Judanovich / Ataman |       | [ 39 ] |

### Doblaje en imagen real
| Año  | Título    | País   | DDoblado del | Personaje | Actor original  | Fuente |
| ---- | --------- | ------ | ------------ | --------- | --------------- | ------ |
| 2016 | Marseille | France | French       | Farid     | Hedi Bouchenafa | [ 40 ] |

### Videojuegos
| Año      | Título                                        | Personaje                                                        | Labor                                        | Notas                                  | Fuenteref name="resumevo" /> |
| -------- | --------------------------------------------- | ---------------------------------------------------------------- | -------------------------------------------- | -------------------------------------- | ---------------------------- |
| 1998     | Brave Fencer Musashi                          | Ed                                                               |                                              |                                        | [ 3 ]                        |
| 1999     | Rugrats: Studio Tour                          | Tour Guide, Security Guard, Pirate Director, Racetrack Announcer |                                              |                                        | [ 3 ]                        |
| 2000     | Silent Bomber                                 | John Loss                                                        |                                              | as Sparky Thornton                     | [ 41 ]                       |
| 2001     | The Bouncer                                   | Commander                                                        |                                              | as Sparky Thornton                     | [ 3 ]                        |
| 2002     | Digimon Rumble Arena                          | Gabumon, MetalGarurumon, Omnimon                                 |                                              |                                        | [ 3 ]                        |
| 2003     | .hack//Infection                              | Orca                                                             |                                              |                                        | [ 3 ]                        |
| 2003     | Mission: Impossible – Operation Surma         | Simon Algo, George Spelvin                                       |                                              |                                        |                              |
| 2004     | .hack//Quarantine                             | Orca                                                             |                                              |                                        | [ 3 ]                        |
| 2004     | Naruto games                                  | Kisame Hoshigaki, Mifune, Foo, others                            |                                              | Starting with Ultimate Impact          | [ 42 ] [ 3 ]                 |
| 2004     | Scaler                                        | Bootcamp                                                         |                                              |                                        |                              |
| 2004     | World of Warcraft                             | Various                                                          |                                              |                                        |                              |
| 2005     | Dungeons & Dragons: Dragonshard               | Various voices                                                   |                                              |                                        |                              |
| 2005     | JumpStart Reading                             | Trash Can, Trash Can't                                           |                                              |                                        |                              |
| 2006     | Kingdom Hearts II                             | Saïx                                                             |                                              | Also Final Mix                         | [ 3 ] [ 43 ]                 |
| 2006     | Samurai Champloo: Sidetracked                 | Jin                                                              | Voice director                               |                                        |                              |
| 2006     | Dirge of Cerberus: Final Fantasy VII          | Various                                                          |                                              |                                        |                              |
| 2006     | Enchanted Arms                                |                                                                  | Voice director                               |                                        |                              |
| 2006     | Xenosaga Episode III: Also Sprach Zarathustra | Capt. Matthews                                                   |                                              |                                        | [ 3 ]                        |
| 2006     | Company of Heroes                             | Various                                                          |                                              |                                        |                              |
| 2006     | Baten Kaitos Origins                          | Shanath                                                          |                                              | English dub                            | [ 3 ]                        |
| 2006 –07 | .hack//G.U. series                            | Negimaru, Antares, Azure Orca                                    |                                              |                                        | [ 3 ]                        |
| 2006     | Tales of the Abyss                            | Jade Curtiss                                                     |                                              |                                        |                              |
| 2006     | Rogue Galaxy                                  | Cancer King, Various                                             | Voice director                               |                                        |                              |
| 2007     | Ghost Rider                                   | Mephisto                                                         |                                              |                                        |                              |
| 2007     | Spectrobes                                    | Commander Grant                                                  |                                              |                                        |                              |
| 2007     | Kane & Lynch: Dead Men                        | Various                                                          |                                              |                                        | [ 8 ]                        |
| 2007 –11 | WWE Smackdown vs. Raw                         |                                                                  | Voice director                               | 2008–12 versions                       | [ 11 ]                       |
| 2007     | Time Crisis 4                                 |                                                                  | Voice director                               |                                        |                              |
| 2008     | Race Driver: Grid                             | Pit Chief                                                        |                                              |                                        |                              |
| 2008     | Are You Smarter Than a Fifth Grader           |                                                                  | Voice director for Jeff Foxworthy            |                                        |                              |
| 2008     | Spider-Man: Web of Shadows                    | Various                                                          |                                              |                                        |                              |
| 2008     | Call of Duty: World at War                    | Marine                                                           |                                              |                                        |                              |
| 2008     | Endwar                                        | Various                                                          |                                              |                                        |                              |
| 2008     | Biohazard: Degeneration                       | President                                                        |                                              |                                        |                              |
| 2008     | The Tale of Despereaux                        |                                                                  | Guest Director                               |                                        |                              |
| 2009     | The Lord of the Rings: Conquest               | Grim Wormtongue                                                  |                                              |                                        | [ 3 ]                        |
| 2009     | Hotel for Dogs                                |                                                                  | Voice director                               |                                        |                              |
| 2009     | Monsters vs. Aliens                           | Various                                                          |                                              |                                        | [ 8 ]                        |
| 2009     | Red Faction: Guerrilla                        | MacReady                                                         | Additional Voice Over Direction              | Voice roles grouped as "Also with"     | [ 8 ] [ 44 ]                 |
| 2009     | Dirt 2                                        |                                                                  | Voice director                               |                                        |                              |
| 2009     | Marvel: Ultimate Alliance 2                   | Electro, others                                                  |                                              |                                        | [ 8 ]                        |
| 2009     | Kingdom Hearts 358/2 Days                     | Saïx (No. VII)                                                   |                                              |                                        | [ 3 ]                        |
| 2009     | Operation Flashpoint: Dragon Rising           | Saber                                                            | Additional Voice Direction, Casting Director |                                        | [ 45 ]                       |
| 2009     | Magna Carta 2                                 | Nix                                                              |                                              |                                        | [ 3 ]                        |
| 2009     | Dragon Age: Origins                           | Various                                                          |                                              |                                        | [ 8 ]                        |
| 2009     | Call of Duty: Modern Warfare 2                | Marine                                                           |                                              |                                        | [ 8 ]                        |
| 2009     | Silent Hill: Shattered Memories               | Harry Mason                                                      |                                              |                                        | [ 8 ]                        |
| 2010     | Resonance of Fate                             | Juris                                                            |                                              | English dub                            | [ 3 ]                        |
| 2010     | Kingdom Hearts Birth by Sleep                 | Isa                                                              |                                              |                                        | [ 3 ]                        |
| 2010–    | Sonic the Hedgehog games                      | Shadow the Hedgehog, Orbot, others                               | Main role                                    | Grouped under English character voices | [ 34 ] [ 46 ] [ 47 ] [ 48 ]  |
| 2010     | Hot Wheels Racing Circuit                     | Ace Turner                                                       |                                              |                                        | [ 8 ]                        |
| 2010     | DC Universe Online                            | Superman, Calculator                                             |                                              |                                        | [ 8 ]                        |
| 2011     | Catherine                                     | Boss                                                             |                                              |                                        | [ 3 ]                        |
| 2012     | Binary Domain                                 | Yoji Amada, Mifune                                               |                                              |                                        | [ 3 ]                        |
| 2012     | Battleship                                    | Captain Willie Perozzi                                           |                                              |                                        | [ 3 ]                        |
| 2012     | Steel Battalion: Heavy Armor                  | Winfield Powers                                                  |                                              |                                        | [ 49 ]                       |
| 2012     | Guild Wars 2                                  | Various                                                          |                                              |                                        | [ 8 ]                        |
| 2013     | Fire Emblem: Awakening                        | Yen'fay                                                          |                                              | English dub                            | [ 3 ]                        |
| 2013     | Gears of War: Judgment                        | COG News Reporter, COG Announcer, Survivor Six                   |                                              |                                        | [ 50 ]                       |
| 2013     | Kingdom Hearts HD 1.5 Remix                   | Saïx (No. VII)                                                   |                                              |                                        | [ 3 ]                        |
| 2014     | Earth Defense Force 2025                      | Midnight Pilot, Ranger 3                                         |                                              |                                        | [ 51 ]                       |
| 2014     | Kingdom Hearts HD 2.5 Remix                   | Saïx "No. VII"                                                   |                                              |                                        | [ 3 ]                        |
| 2014     | Xenoblade Chronicles X                        | Maurice Chausson                                                 |                                              |                                        | [ 3 ]                        |
| 2016     | The Legend of Heroes: Trails of Cold Steel II | Bleublanc                                                        |                                              |                                        |                              |
| 2017     | Friday the 13th: The Game                     | Mitch Floyd                                                      |                                              | Uncredited                             |                              |
| 2017     | Horizon Zero Dawn                             | Hishavan                                                         |                                              |                                        |                              |
| 2019     | Kingdom Hearts III                            | Saïx                                                             | Main role                                    | English dub/ADR Director               | [ 3 ]                        |
| 2019     | Judgment                                      | Kaoru Ichinose                                                   |                                              | English dub                            |                              |
| 2020     | Deadly Premonition 2: A Blessing in Disguise  | The Mirror                                                       |                                              |                                        | [ 3 ]                        |

### Otros trabajos de voz
- iLife 08 apps[8]